# Cap Morris Jesup

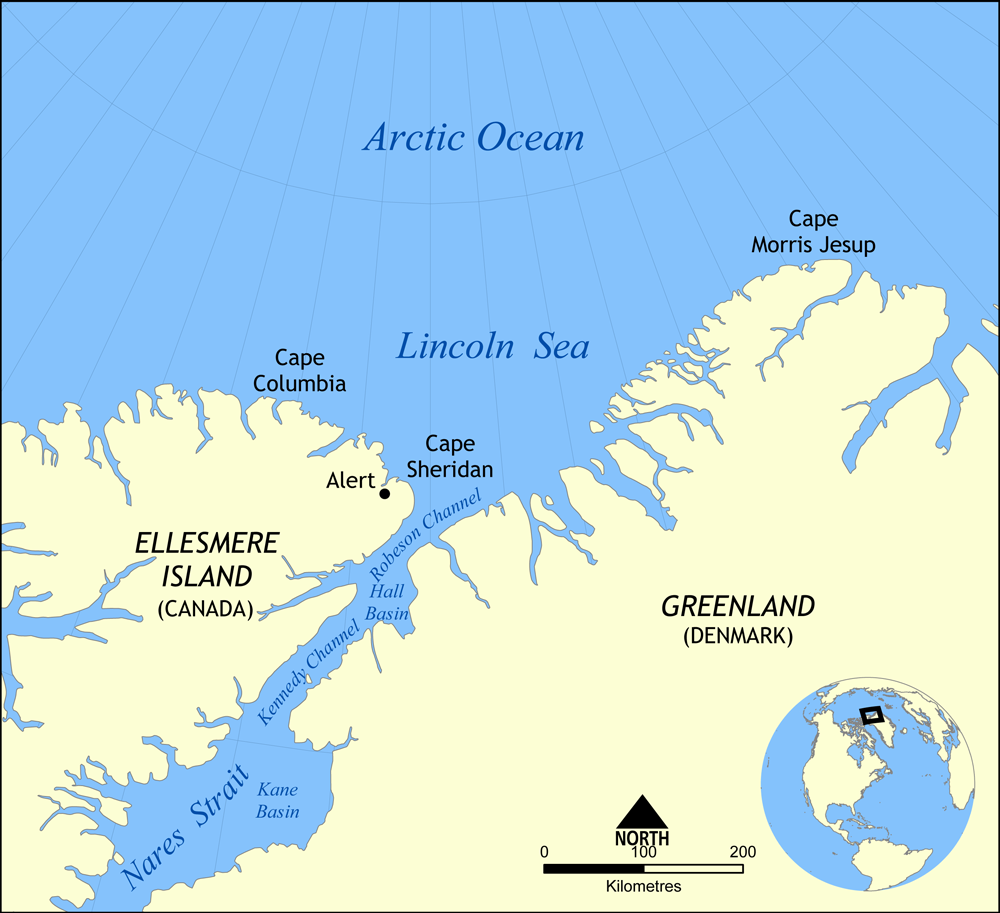
Mapa del Cap Morris Jesup i el mar de Lincoln.

El Cap Morris Jesup és el punt més al nord de la Groenlàndia continental està a 83° 39′ 42″ N, 33° 24′ 37″ O / 83.66167°N,33.41028°O i a 711.8 km del pol nord geogràfic
Robert Peary hi arribà el 1900, creient que era el punt més al nord de la Terra, però més tard es va saber que aquest és l'illa Kaffeklubben.
El cap rep el nom del filantrop nord-americà Morris Ketchum Jesup, que va finançar l'expedició de Peary.

## Referències

Cap Morris Jesup entre els punts extrems de Groenlàndia